# Juan Carlos Distéfano
Juan Carlos Distéfano (Villa Celina, 29 de agosto de 1933) es un escultor argentino, ganador del Premio Konex de Platino 1982 a la escultura figurativa y del Konex de Brillante en 1992 como la personalidad más relevante de las Artes Visuales en la última década en Argentina.

## Biografía
Nació en Villa Celina, partido de La Matanza, el 29 de agosto de 1933. Estudió en la Escuela Nacional de Artes Gráficas N.º 9 y Escuela Nacional de Bellas Artes Manuel Belgrano en Buenos Aires.
Entre 1960 y 1970 fue director gráfico del Centro de Artes Visuales del Instituto Di Tella. A partir de 1968 se dedicó a la escultura con una marcada articulación entre sus obras escultóricas y sus pinturas. 
Ganó la Beca Francisco Romero otorgada por el Fondo Nacional de las Artes y la Embajada de Italia en Argentina en 1970. En 1976 abandonó el diseño gráfico para dedicarse exclusivamente a la escultura. 
En 1977 (después del golpe militar en Argentina) se radicó en España.
Casado desde 1955 con Griselda Gambaro, debió exiliarse por la prohibición de la novela de su mujer «Ganarse la muerte» por la dictadura militar argentina. Vivió en España entre 1977 y 1980.
En 1982 fue merecedor del Premio Konex de Platino a la Escultura Figurativa, y en 1992 del Konex de Brillante a las Artes Visuales.

## Exposiciones colectivas
Museo Nacional de Bellas Artes 1964.

Premio Ver y Estimar 1964.

Galería Van Riel 1965.

Museo de Arte Moderno 1965.

Premio Braque 1965.

Salón de Mar del Plata 1966. 

III Bienal Americana de Arte, Córdoba 1966.

Instituto Torcuato Di Tella 1967.

IX Bienal de San Pablo, Brasil 1968. 

Museo Nacional de Bellas Artes 1970. 

Premio Palanza 1975. 

Exposición itinerante en museos de Estados Unidos 1976

Galería D’Arcy, Nueva York. 

Museo Reina Sofía de Madrid. 

## Exposiciones individuales
Galería Rioboo Nueva 1964.

Galería Rubbers 1966.

Galería Artemúltiple 1976.

Jacques Martínez – La Galería 1980.

Galería Del Retiro 1987.

Galería Ruth Benzacar 1991.

Fundación San Telmo 1991.

Museo Nacional de Bellas Artes retrospectiva de su obra 1998.

Galería Ruth Benzacar 2006
Además de la Argentina expuso sus obras en Lima (Perú), en San Pablo (Brasil), en Basilea y Lugano (Suiza), en Bonn y Hamburgo (Alemania), en Niza (Francia), en Roma (Italia), en Madrid y Barcelona (España) y en Texas y Huston (Estados Unidos).

## Obra
Distéfano, junto a Rubén Fontana, definió la imagen gráfica del Instituto Di Tella en la década del '60 cuando se ubicó en un punto central para la cultura argentina.
El crítico Fabián Lebenglik mencionó de Distéfano:

El centro de sus reflexiones es el cruce entre cuerpo y violencia. En sus obras el cuerpo humano modula torsiones, se extenúa, se estira, se contrae, se expande, se confunde con los objetos, forzado por distintas clases y grados de violencia. Son cuerpos atravesados (e inscriptos) por el dolor de la violencia social y política que caracteriza la historia facciosa y sangrienta de la Argentina.

Fue autor de escasa producción por el tipo de procedimiento técnico que emplea dividido en distintos pasos lentos y engorrosos. 

Al comienzo fue pintor y se situó dentro de la neofiguración respondiendo a patrones baconianos. 
Según Hugo Monzón:

En nuestro artista las formas habitaban, al igual que el pintor inglés, espacios de naturaleza casi abismal, lindantes con el vacío, y eran predominantemente curvas, con tendencia a encerrar la figura dentro de límites netos, plásticos, sólo que en su caso a esos contornos correspondía un modelado interior también escultórico al que llegaba a subordinarse el color

Era otra resultante de la nueva figuración de la época, amante de las relaciones insólitas, de los cortes abruptos, de las mezclas explosivas

Tiene influencias del arte latinoamericano en especial las tallas coloniales de corte europeo renacentista y el arte egipcio, etrusco, azteca y artistas como Lorenzetti, Brueghel, Signorelli y Van Gogh.

Reconoce influencias del grupo CoBrA, del inglés Alan Davie, y del este movimiento neofigurativo de Ernesto Deira, Rómulo Macció, Luis Felipe Noé y Jorge de la Vega, pero siempre trabajó en forma solitaria sin casarse con ningún grupo o tendencia. Su neofigurativismo no es surrealista. 

Los temas de las esculturas de Distéfano son el dolor físico dado a otros, la violencia, la animalidad del hombre depredador, la tortura - en clara alusión a la dictadura argentina entre 1976 y 1983 -, relatos bíblicos sobre espíritus malignos torturados, la crucifixión, formas ignominiosas del suplicio, el descenso del alma torturada a los infiernos, destinos trágicos, el drama de los condenados sin causa. 
Todas sus obras transmiten una sensación sofocante, un estado opresivo, un efecto de compresión.
En ellas prevalecen la destrucción y el horror, el desprecio y la degradación, la ferocidad y el espanto. Pero no es el caos lo que reina sino todo lo contrario: un riguroso orden geométrico con alteraciones en la distancia, en la posición y en la escala.
La figura humana desnuda, sometida a estructuras que la aplastan y la comprimen, soporta tensiones brutales hasta el desgarramiento. Esta figura presionada, sufriente, arrodillada, humillada, nunca de pie, es la protagonista de estas obras de una ¿belleza? convulsiva y revulsiva. 
Personajes contorsionados con dolorosas expresiones, laceradas, posiciones fetales, incómodas y traumáticas, figuras encogidas, patéticas, aterradoras y aterrorizadas, cayendo, yacentes, suspendidas, sentadas y atadas con total ausencia de libertad. Cuerpos desollados, desmembrados, estallados y desintegrados.

Seres humanos que han perdido su identidad, ojos que no miran, seres que padecen dolores que provienen del exterior y están en estado de alerta permanente.
Figuras crispadas, tumbadas, retorcidas, desprotegidas, vulnerables y expuestas a las inclemencias del tiempo y de los hombres: agua impenetrable, pantanosa y humo rígido que ahogan, viscosidades de líquidos perturbadores, peldaños de escalinatas que se abren al abismo. 
Entre sus temáticas aparecen encarnizadas refriegas, disturbios raciales, máscaras mortuorias, masacres, asesinatos, desastres, iniquidades, violaciones y genocidios.
Existen obras suyas expuestas permanentemente en:
- Ciudad de Buenos Aires:
  - Parque de la Memoria de Buenos Aires: Por gracia recibida
  - MALBA
  - Museo Nacional de Bellas Artes
  - Embajada de Italia
- Fondo Nacional de las Artes en Estados Unidos
- Museo de Arte Moderno de Chile
- Colecciones particulares en Suiza

## Técnica
Modela primero en barro, obtiene el molde en yeso y luego lo pasa a poliéster pintándolo con esmalte epóxico. 
Según Jorge Glusberg, director del Museo Nacional de Bellas Artes en Buenos Aires en 1998, la materialización de una obra de Distéfano consta de tres etapas:

“En primer lugar, las pinturas con relieve, hechas de poliéster reforzado con lana de vidrio, sobre soporte de lona, madera prensada o acero inoxidable; el tipo de pintura utilizado era temple graso o acrílico.
Luego las esculturas iniciales, realizadas con poliéster de un color uniforme, reforzado con lana de vidrio, pintadas en parte con pintura a base de resina epóxica, lo cual significaba agregar la pintura. Por último, las esculturas definitivas, producto de una solución más significatoria -según el artista— que el método de agregar la pintura. Ahora el color, que es la resina poliéster, es lo primero que se aplica en el molde, pintando al revés, tal como si se pintase un vidrio; vale decir, se pinta en el comienzo lo que aparecerá delante, después lo que le sigue hacia atrás y así sucesivamente, dando tantas capas como tonos tenga la escultura, hasta llegar a uno o dos tonos de base; luego, se ejecuta el laminado. Así, la forma lleva incluido el color. El sistema expresivo de Distéfano se resuelve, pues, en una amalgama de pintura y escultura; si se quiere, el artista pasó de las pinturas esculpidas a las esculturas pintadas, del volumen incipiente al volumen declarado, del espacio pictórico al espacio general.”

En palabras del propio Distéfano:

«Creo que el arte tiene que ver fundamentalmente con el deseo, más aún, diría con lo erótico. Hacer una obra de arte es responder a una pulsión erótica. En mí, el trabajo nunca es un proceso especulativo; no hay programa para realizar la obra. Trabajo por impulso, por enamoramiento».

Y además: 

«El virtuosismo no me interesa lo más mínimo, nada. Sólo es una demostración de destreza, y la destreza, en relación con el arte, queda reducida a la categoría de ejercicio circense».

Es uno de los pocos escultores que permite que el público toque sus esculturas para conectarse con ellas al acariciar los contornos.